# Swoop (aerolínea)
Swoop fue una aerolínea canadiense de ultra bajo costo (UBC), operada por WestJet. Fue oficialmente anunciada el 27 de septiembre de 2017 y comenzó operaciones el 20 de junio de 2018. La aerolínea tiene su sede de operaciones en Calgary, Alberta, Canadá. Y fue nombrada "Swoop" por el deseo de WestJet por brincar e introducirse al mercado canadiense como nuevo modelo de negocio. Poco tiempo después del lanzamiento de la marca, WestJet anunció que Swoop no tendría su base en Calgary, pero si en alguna otra sede cercana como Edmonton, Abbotsford, Hamilton o Winnipeg. El 1° de febrero del 2018, Swoop oficialmente inició con la venta de boletos al público, entrando al Aeropuerto Internacional de Hamilton como principal HUB y al Aeropuerto Internacional de Edmonton como su base occidental en Canadá.

## Flota

### Flota Actual
Swoop opera una flota compuesta en su totalidad por aviones Boeing 737. La flota a mayo de 2023 es la siguiente:
La flota actual de Swoop está equipada con asientos de cuero Recaro BL3520 y rosa sobre los reposacabezas. Cada asiento incluye una mesa con bandeja, un bolsillo para el asiento, un reposacabezas ajustable y reposabrazos móviles (excepto en la fila 1).

### Librea
La flota de aviones de Swoop está pintada con el logotipo de Swoop grande a través del fuselaje y una cola rosa con una línea blanca que conduce a la silueta de un avión. Los winglets están pintados en un patrón similar a la cola, de color rosa con una franja blanca a través de ella. Este patrón es el mismo en el interior y el exterior de los winglets. Cada avión recibe un nombre pintado en rosa debajo de las ventanas de la cabina del piloto en ambos lados del avión. Los nombres actuales de los aviones de Swoop son:
| Nombre        | Matrícula |
| ------------- | --------- |
| #Hamilton     | C-GDMP    |
| #Abbotsford   | C-FPLS    |
| #Bob          | C-GXRW    |
| #Jon          | C-FONK    |
| #Chinook      | C-FLBV    |
| #OhCanada     | C-FYBK    |
| #Bruce        | C-FLSF    |
| #Blowin’aGale | C-FYPB    |
| #Aurora       | C-GNDG    |

### Entretenimiento a bordo, WiFi y potencia en el asiento
Swoop ofrece entretenimiento a bordo e Internet a través de su aplicación móvil. Se puede acceder a la aplicación Swoop desde cualquier dispositivo móvil basado en la web, incluidos teléfonos, tabletas y computadoras portátiles. La parte de entretenimiento en vuelo de la aplicación se llama "Swoop Stream". A través de Swoop Stream, los invitados pueden ver las últimas películas y programas de televisión en los vuelos de Swoop. Sin embargo, A partir del 1 de marzo de 2019, Swoop comenzó a eliminar los servicios gratuitos de entretenimiento a bordo de su flota de aviones Boeing 737 NG. Swoop continúa ofreciendo internet en todos los vuelos; Se puede acceder a Internet a través de Swoop Stream y está disponible por una tarifa basada en el tiempo.
La flota de Swoop está equipada con alimentación de CA y puertos USB en cada asiento de cada uno de sus aviones.

## Destinos
Swoop se enfoca en vuelos directos punto a punto, (no ofrece conexiones). En términos de destinos, el principal HUB de la aerolínea es el Aeropuerto Internacional de Hamilton, ofreciendo servicio de vuelos a casi todos los destinos de Swoop. El HUB más occidental es el Aeropuerto Internacional de Edmonton. Algunos destinos, como el Aeropuerto Internacional de Sangster es estacional. Swoop tiene un acuerdo comercial con la comoañia de viajes Sunwing que permite a los pasajeros fuera de Hamilton, Londres, Abbotsford, Winnipeg y Edmonton, reservar paquetes vacacionales con los vuelos de Swoop.